# متلازمة الضلع الثاني عشر
متلازمة الضلع الثاني عشر، والمعروفة أيضًا بمتلازمة طرف الضلع، هي حالة مؤلمة تحدث نتيجة للأضلاع العائمة شديدة الحركة. يظهر عادة على شكل ألم يشعر به المريض في أسفل الظهر أو منطقة أسفل البطن نتيجة لتهييج الضلع المتحرك الحادي عشر أو الثاني عشر للأنسجة والأعصاب المحيطة. تُشخص الحالة غالبًا عن طريق الفحص البدني بعد استبعاد الحالات الأخرى. غالبًا ما تُسمى هذه الحالة باسم متلازمة الضلع المنزلق بسبب التعريفات غير الواضحة للحالتَين، ويُشار أحيانًا إلى متلازمة الضلع الثاني عشر على أنها نوع فرعي من متلازمة الضلع المنزلق.

## التظاهرات
تختلف تظاهرات متلازمة الضلع الثاني عشر بين المرضى. الأعراض السائدة التي يعاني منها المرضى هي ألم البطن أو الظهر أو الفخذ أو الخاصرة، ويتركز الألم عادةً في طرفَي الضلع الحادي عشر والثاني عشر. غالبًا ما يكون الألم أسوأ مع الحركة، مثل الجلوس أو الميل إلى الأمام أو دوران الجذع أو رفع الأشياء أو الانحناء. وقد يكون مستمرًا أو متقطعًا، وقد يوصف بأنه كليل أو مؤلم أو حاد. قد يتكرر عادةً عن طريق إيلام النقطة عند الفحص البدني. تستمر مدة أعراض الحالة لأسابيع أو سنوات.

## الإمراضية
السبب الدقيق لهذه الحالة غير مفهوم، ولكن من المرجح أن يكون السبب المرضي لها هو فرط حركة الأضلاع العائمة. يؤدي فرط حركة الضلعان الحادي عشر والثاني عشر إلى تهيج الأعصاب الوربية، مما يؤدي إلى الآلام العصبية.

## التشخيص
تُشخص متلازمة الضلع الثاني عشر سريريًا، وغالبًا يكون ذلك عن طريق تشخيص الاستبعاد. بعد استبعاد الأسباب الأخرى لألم الظهر أو الخاصرة أو الفخذ، يمكن للطبيب تأكيد التشخيص عن طريق الفحص البدني للضلعين الحادي عشر والثاني عشر. يجس الفاحص الأضلاع لتحديد مواقع الألم، ومحاولة تكراره للتعرف عليه وتأكيد التشخيص.

### التشخيص التفريقي
قد يُشخص بعض الأفراد المصابين بمتلازمة الضلع الثاني عشر بشكل خاطئ ويخضعون لفحوصات أو إجراءات جراحية غير ضرورية. نظرًا للنطاق الواسع لأعراض الحالة، يجب أخذ التشخيص التفريقي للحالات التي قد تؤدي إلى آلام في البطن أو الظهر أو الفخذ أو الخاصرة في الاعتبار. غالبًا ما يجتمع العديد من الأفراد المصابين بمتلازمة الضلع الثاني عشر مع مجموعة متنوعة من المتخصصين قبل تشخيص حالتهم، وعادةً ما يكون ذلك داخل عيادات أمراض الجهاز الهضمي. تشمل الحالات التي قد تظهر مشابهة لمتلازمة الضلع الثاني عشر: متلازمة القولون العصبي، والقرحة الهضمية، وأمراض الكلى، وأم الدم الأبهرية، وعرق النسا، والتهاب العنكبوتية، وآلام ما بعد الجراحة، وأمراض القناة الصفراوية، والتهاب الجنب، والالتهاب الرئوي، والقوباء المنطقية. بالإضافة إلى ذلك، يجب التمييز بين متلازمة الضلع الثاني عشر ومتلازمة الاحتكاك الحرقفي الضلعي، والتي تتضمن تلامس الأضلاع السفلية مع العرف الحرقفي.
تشبه متلازمة الضلع الثاني عشر متلازمة الضلع المنزلق، ويعتبرها بعض الباحثين أنها نوع فرعي من متلازمة الضلع المنزلق. يُخلَط عادة بين الاثنين نتيجة لعدم وضوح التعريفات للأضلاع المرتبطة بمتلازمة الضلع المنزلق، لكن يوجد معايير أعراض وتشخيص مختلفة. تظهر متلازمة الضلع المنزلق في الغالب على شكل آلام في الجزء العلوي من البطن والصدر والظهر، في حين تؤثر متلازمة الضلع الثاني عشر في الغالب على الجزء السفلي من البطن والفخذ والظهر. تشخيص متلازمة الضلع المنزلق هو أيضًا سريري، لكنه يستخدم مناورة التثبيت، وهو ما لا تفعله متلازمة الضلع الثاني عشر.

## العلاج
الخط العلاجي الأول هو التدابير المحافظة. عادةً ما يُنصح الأفراد بتقليل نشاطهم البدني أو حركاتهم التي تؤدي إلى تفاقم الأعراض. سيقترح الأطباء استخدام عبوات الثلج أو الكمادات الحرارية أو الأدوية المسكنة أو العقاقير المضادة للالتهابات غير الستيرويدية لتخفيف الألم. يمكن استخدام تدابير علاجية محافظة أخرى مثل العلاج الطبيعي أو العلاج بالموجات فوق الصوتية أو تحفيز العصب الكهربائي عبر الجلد (TENS) أو العلاج بالتبريد. أُبلغ في بعض الحالات عن فترات راحة متقطعة من خلال المعالجة بتقويم العمود الفقري والتحفيز الكهربائي.
إذا لم توفر التدابير المحافظة الراحة، فيمكن استخدام حصار العصب الوربي أو الضلعي الفقري. قد يكون الحقن المتكرر (حصار العصب) ضروريًا لأن هذه الحقن لا توفر راحة طويلة الأمد. يعد العلاج الجراحي حلًا دائمًا للحالات التي لم تتحسن بعد العلاج المتكرر بحصار العصب. يوفر الاستئصال الجراحي أو استئصال الضلع المصاب راحة فورية من الأعراض ومن دون حدوث أي نكس.